# Parasassafras confertiflorum
Parasassafras es un género botánico monotípico de plantas con flores perteneciente a la familia Lauraceae. Su única especie: Parasassafras confertiflorum (Meisn.) D.G.Long, es originaria de Asia. 

## Descripción
Son árboles perennifolios, dioicos. Las hojas son alternas, triplinervadas, las hojas jóvenes a veces lobuladas en el ápice. Las inflorescencias en forma de umbelas con brácteas diminutas, alternas y caducas. Las flores son unisexuales. 

## Distribución
Se distribuye por Bután, China, India y Birmania.

## Taxonomía
Parasassafras confertiflora fue descrita por (Meisn.) D.G.Long y publicado en Notes from the Royal Botanic Garden, Edinburgh  41(3): 513-518 en el año 1984.
Sinonimia
- Actinodaphne confertiflora Meisn.
- Litsea confertiflora (Meisn.) Kosterm.
- Litsea shweliensis W.W. Sm.
- Neocinnamomum confertiflorum (Meisn.) Kosterm.[2]